# Straßenbahn Aleppo

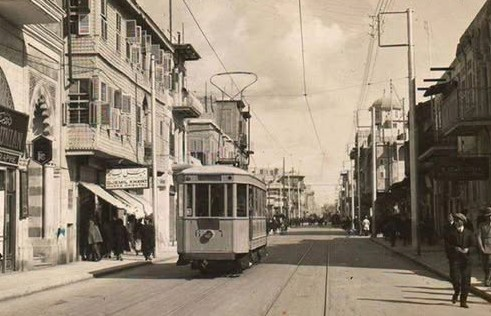
Straßenbahn Aleppo in den Anfangsjahren des Bestehens

Die Straßenbahn Aleppo war das Straßenbahnsystem der syrischen Großstadt Aleppo. Sie verkehrte zwischen 1929 und 1967 auf Meterspur.

## Geschichte

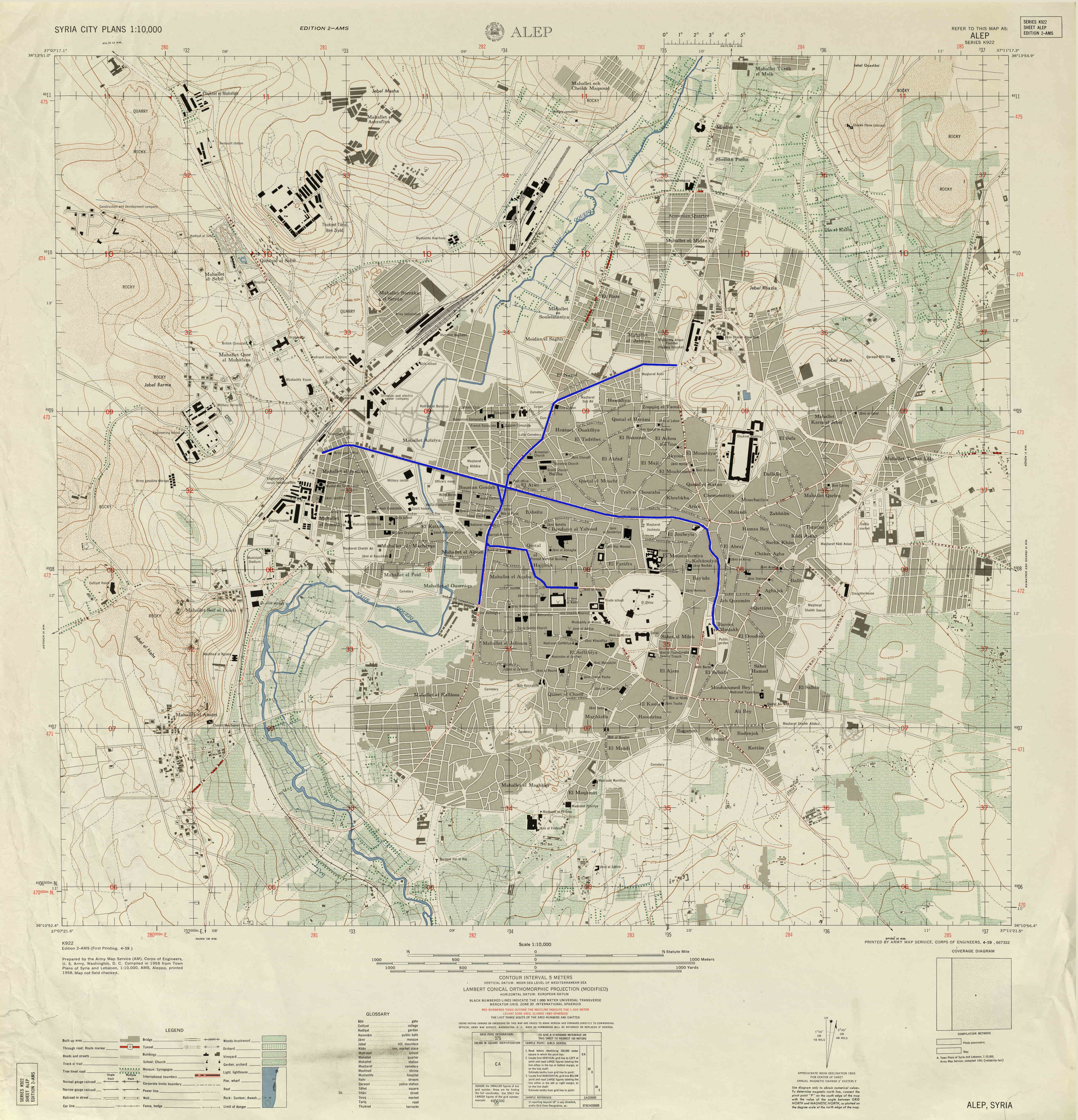
Stadtplan von Aleppo (1958) mit eingezeichneten Straßenbahnlinien

Bereits 1905 berichtete der belgische Konsul in Aleppo über ein Projekt zum Bau einer Straßenbahn in Aleppo. Aufgrund von Streitigkeiten zwischen verschiedenen Interessentengruppen wurde die Sache nicht weiter verfolgt, obwohl ein Moukhtar Bey bereits eine osmanische Konzession erhalten hatte.
Erst nach dem Ersten Weltkrieg verfolgten lokale Wirtschaftstreibende in Aleppo die Idee des Straßenbahnbaues neuerlich. Victor Lagasse de Locht von der Société générale de Chemins de fer économiques (sinngemäß: Allgemeine Gesellschaft für Wirtschaftsbahnen) war anlässlich einer Inspektionsreise bestehender Straßenbahnen der Region auch in Aleppo. Sein Besuch führte zu einer Neubewertung der Überlegungen seitens europäischer Kapitalgeber. Man wollte nun mit der Investition zuwarten, bis sich nach Zerfall des Osmanischen Reiches die Lage in Syrien beruhigt haben würde.

### Electricité d’Alep
Im Jahr 1924 wurde in Paris das Unternehmen Electricité d’Alep (sinngemäß: Aleppo Elektrizität) in der Rechtsform der Société Anonyme gegründet. In der Literatur wird teilweise auch die Bezeichnung Société des tramways et de l'éclairage électrique d'Alep (EDAP) (sinngemäß: Gesellschaft für Straßenbahnen und elektrische Beleuchtung Aleppo) verwendet.
Kapitalgeber waren Investoren sowohl aus Belgien als auch aus Frankreich. Ähnlich wie bei der Straßenbahn Beirut und der Straßenbahn Damaskus war das Elektrizitätsunternehmen auch gleichzeitig Betreiber des Straßenbahnsystems.
Mitte 1927 wurde den Aktionären bekannt gegeben, dass mit dem Bau des Kraftwerkes begonnen worden wäre. In separater Meldung wurde mitgeteilt, dass das Kraftwerk eine Leistung von 2.000 PS habe. Im Jahr 1929 nahm das Unternehmen ein Netz aus drei Linien in Betrieb, das von der belgischen, schweizerischen und französischen Industrie gemeinsam ausgerüstet wurde.
1930 beschloss die Aktionärsversammlung eine Kapitalerhöhung von 10 auf 36 Millionen Francs.
Das Unternehmen wurde im Jahr 1951 in Folge eines Regimewechsels zur Arabischen Republik Syrien verstaatlicht. Am 7. Juli 1953 wurde der Aktionärsversammlung der Status zur Verstaatlichung mitgeteilt.
Die letzte Strecke wurde 1967 stillgelegt.

## Streckennetz
Insgesamt bestand das Netz der Straßenbahn aus drei Linien bzw. drei Strecken. Eine Karte des U.S. Army Map Service (siehe rechts) zeigt alle drei noch im Jahr 1958. Die britische Zeitschrift Modern Tramway and Light Railway Review berichtete im Jahr 1962, dass nur mehr die Linie  vom Bahnhof zur Zitadelle in Betrieb sei.

## Galerie

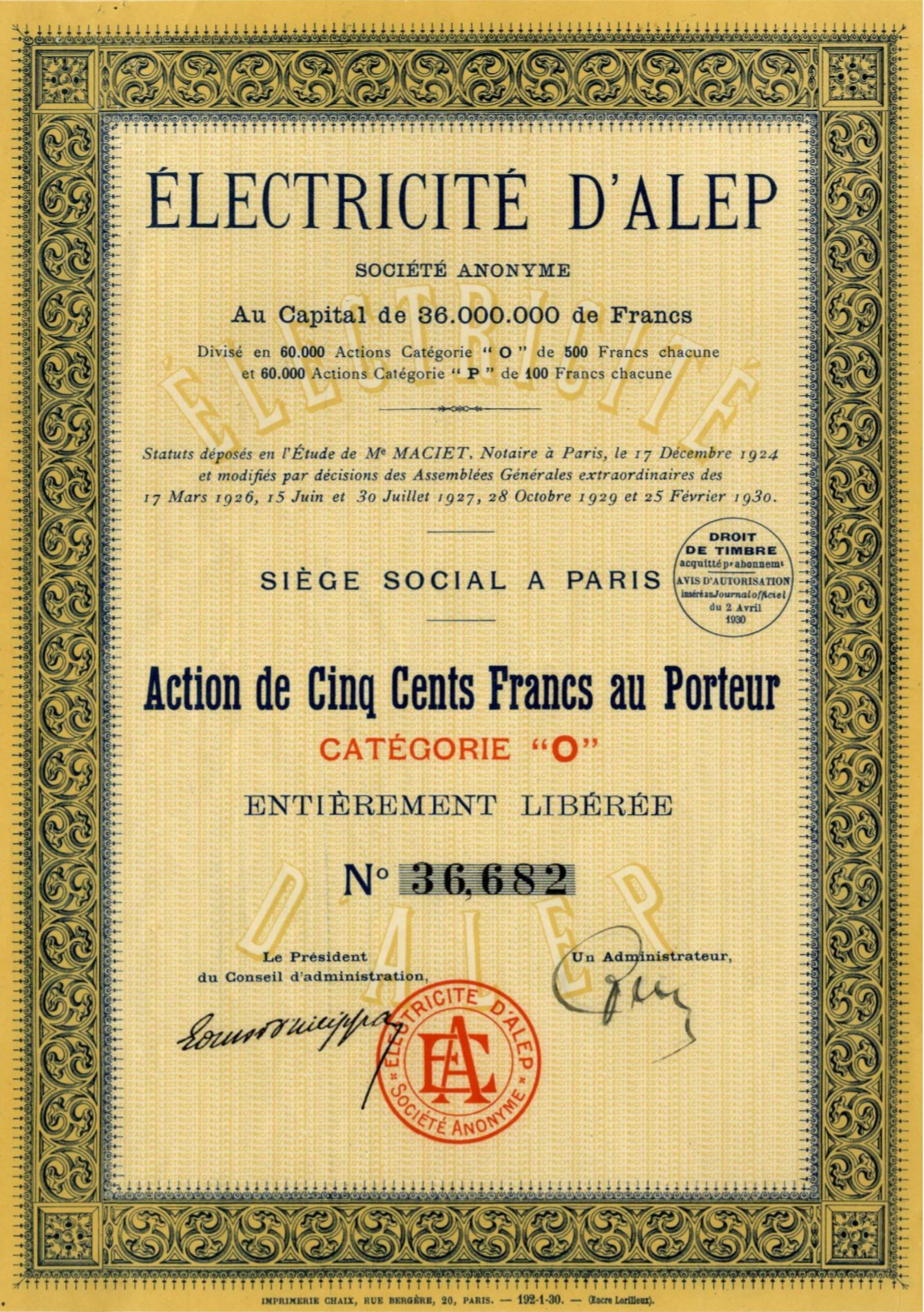
Überbringeraktie Electricité d'Alep auf 500 Francs
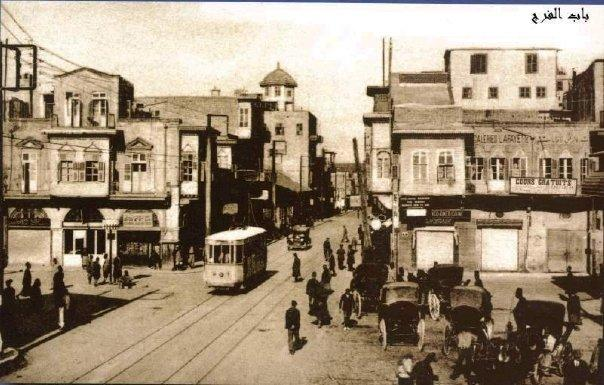
Straßenbahn in der Anfangszeit
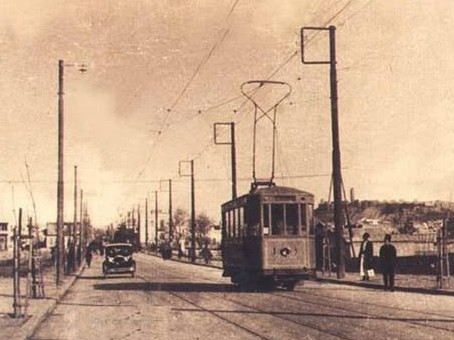
Straßenbahn in der Anfangszeit